# Нижньосілезька операція
Нижньосілезька операція (нім. Niederschlesische Operation) — фронтова наступальна операція радянських військ на Східному фронті на заключному етапі німецько-радянської війни; частина загального стратегічного наступу Червоної армії в січні — березні 1945 року на 1200-км фронті від Балтійського моря до Дунаю. Операція проводилася силами військ 1-го Українського фронту (командувач Маршал Радянського Союзу І. С. Конєв) в період з 8 по 24 лютого 1945 з метою усунення загрози удару противника з півдня по своєму лівому флангу, створення умов для подальшого наступу на берлінському, дрезденському і празькому напрямках і була логічним продовженням Вісло-Одерської операції Червоної Армії.

## Передумови та хід проведення операції
У результаті проведення Вісло-Одерської операції війська 1-го Українського фронту наприкінці січня 1945 вийшли на рубіж річки Одер. Безпосередньо в смузі фронту оборонялися один корпус 9-ї армії групи армій «Вісла», 4-та танкова і 17-та армії групи армій «Центр» (командувач генерал-полковник Ф. Шернер). Головного удару по цьому угрупованню противника планувалося завдати з двох великих плацдармів на Одері — північніше і південніше Бреслау (сучасний Вроцлав).
Північніше Бреслау була створена ударна угруповання у складі 3-ї гвардійської, 13-ї, 52-ї і 6-ї загальновійськових армій, 3-ї гвардійської і 4-ї танкової армій, 25-го танкового і 7-го гвардійського механізованого корпусів. На плацдармі південніше Бреслау зосередилися 5-та гвардійська і 21-ша армії, 4-й гвардійський танковий і 31-й танковий корпуси. На лівому крилі фронту повинне було діяти третє ударне угруповання — 59-та, 60-та армії і 1-й гвардійський кавалерійський корпус, що мала завдати удару з плацдарму на південний захід від Оппельн (Ополе) уздовж північних схилів Судетських гір. Дії військ фронту підтримувала 2-га повітряна армія.
8 лютого війська фронту після артилерійської підготовки перейшли в наступ і першого ж дня прорвали оборону противника в центрі і на правому крилі фронту, 59-та і 60-та армії не змогли прорвати оборону противника і 10 лютого за наказом командування перейшли до оборони. Розвиваючи наступ, головні сили фронту розгромили резерви противника, що підійшли, подолали проміжні оборонні рубежі і до 15 лютого просунулися на 60-110 км, зайнявши ряд адміністративних і промислових центрів Нижньої Сілезії, а також міста Наумбург (Новоґродзець), Лигниц (Легниця), Бунцлау (Болеславець), Зоран (Жарув) та інші.
Залишки 4-ї танкової армії противника відійшли за річку Бобер. У тилу залишилися два німецьких гарнізони, оточені в Бреслау (близько 40 тис. чол., ліквідований 6 травня) і Глогау (Глогув) (близько 18 тис. осіб, ліквідований до 1 квітня). До 24 лютого війська фронту вийшли на річку Нейсе на одну лінію з військами 1-го Білоруського фронту, зайнявши вигідне оперативно-стратегічне становище для завершального удару на берлінському напрямку і охоплююче положення по відношенню до верхньо-сілезького (оппельнського) угруповання противника, яке було ліквідоване в ході Верхньо-Сілезької операції 1945.

## Склад і сили сторін
Всього: 980 800 чоловік, 1 289 танків і САУ, 2 380 літаків.